# العبيلة
العبيلة موقع في الربع الخالي في المنطقة الشرقية من المملكة العربية السعودية، يبعد نحو 150 ميلا (250 كم) إلى الجنوب الغربي من مدينة يبرين، أنشأت فيها شركة أرامكو مستوطنة بشرية في عقد 1950 للبحث عن النفط، والذي لم يعثر عليه بكميات يمكن استغلالها. بنت فيها أرامكو مهبطا للطائرات، ومحطة أرصاد جوية.